# Croácia nos Jogos Olímpicos de Inverno de 2010

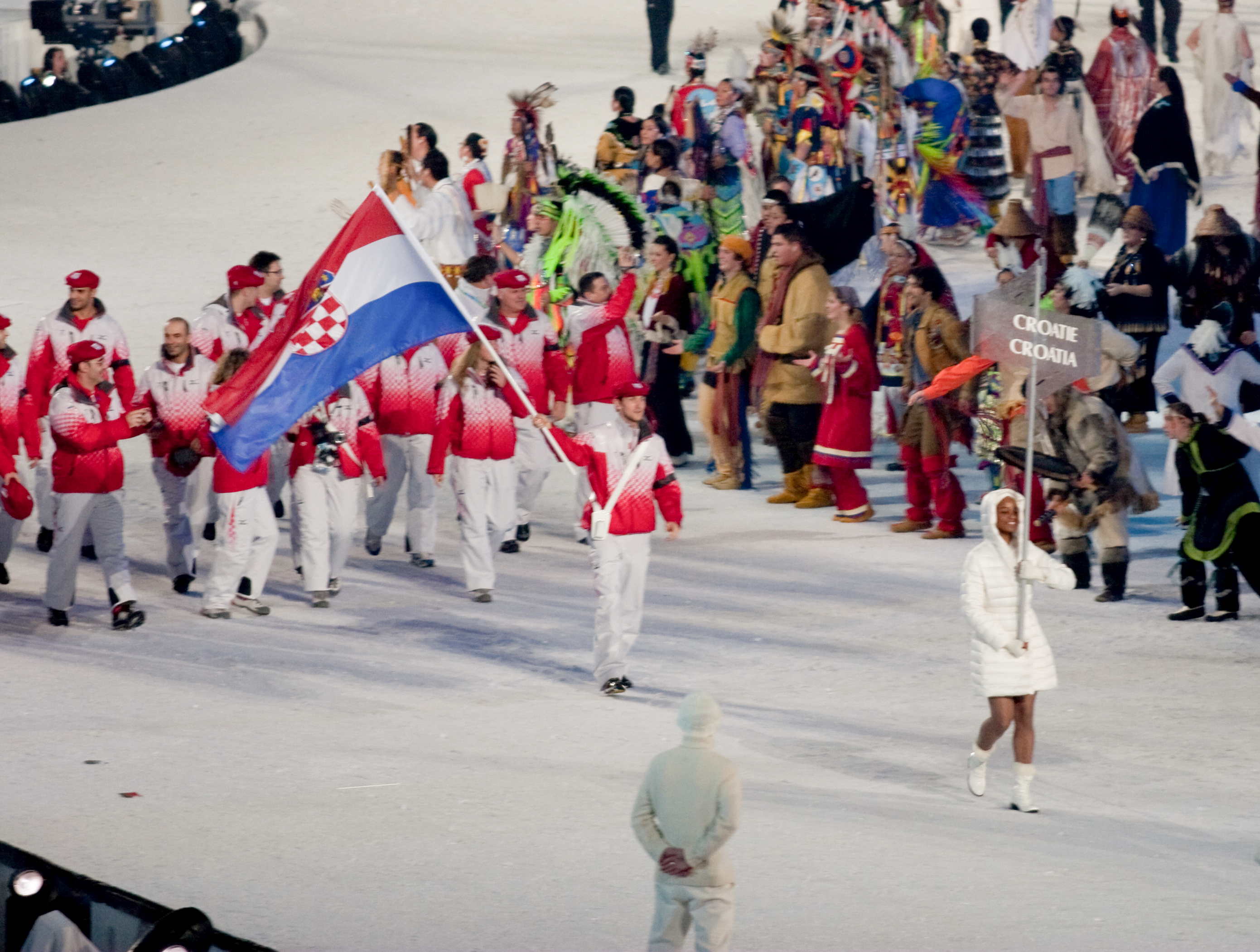
Delegação croata durante a cerimônia de abertura.

A Croácia participou dos Jogos Olímpicos de Inverno de 2010, realizados em Vancouver, no Canadá. Foi a sexta aparição do país em Olimpíadas de Inverno.

## Medalhas
| Atleta         | Esporte      | Evento               | Medalha |
| -------------- | ------------ | -------------------- | ------- |
| Ivica Kostelić | Esqui alpino | Combinado masculino  | Prata   |
| Ivica Kostelić | Esqui alpino | Slalom masculino     | Prata   |
| Jakov Fak      | Biatlo       | Velocidade masculino | Bronze  |

## Desempenho

### Biatlo
Feminino
| Atleta               | Evento     | Final   | Final       | Final   |     |
| Atleta               | Evento     | Tempo   | Penalidades | Posição |     |
| -------------------- | ---------- | ------- | ----------- | ------- | --- |
| Andrijana Stipaničić | Velocidade | DNS     | DNS         | DNS     | DNS |
| Andrijana Stipaničić | Individual | 53:06.1 | 5 (1+3+0+1) | 83º     |     |

Masculino
| Atleta    | Evento           | Final   | Final       | Final             |
| Atleta    | Evento           | Tempo   | Penalidades | Posição           |
| --------- | ---------------- | ------- | ----------- | ----------------- |
| Jakov Fak | Velocidade       | 24:21.8 | 0 (0+0)     | Medalha de bronze |
| Jakov Fak | Perseguição      | 35:45.6 | 2 (2+1+0+1) | 25º               |
| Jakov Fak | Individual       | 53:56.0 | 4 (1+1+0+2) | 51º               |
| Jakov Fak | Largada coletiva | 36:10.5 | 3 (1+0+1+1) | 9º                |

### Bobsleigh
Masculino
| Atleta                                                                                       | Evento  | Final      | Final      | Final      | Final      | Final   | Final |
| Atleta                                                                                       | Evento  | 1ª corrida | 2ª corrida | 3ª corrida | 4ª corrida | Total   | Pos.  |
| -------------------------------------------------------------------------------------------- | ------- | ---------- | ---------- | ---------- | ---------- | ------- | ----- |
| Ivan Šola Igor Marić Slaven Krajačić Mate Mezulić (corr. 1 e 2) András Haklits (corr. 3 e 4) | Equipes | 52.58      | 52.69      | 53.15      | 53.11      | 3:31.53 | 20º   |

### Esqui alpino
Feminino
| Atleta           | Evento         | Corrida 1 | Corrida 2 | Total   | Pos. |
| ---------------- | -------------- | --------- | --------- | ------- | ---- |
| Matea Ferk       | Slalom         | 54.95     | 55.98     | 1:50.93 | 34º  |
| Matea Ferk       | Slalom gigante | DNF       | DNF       | DNF     | DNF  |
| Nika Fleiss      | Slalom         | 53.68     | 53.91     | 1:47.59 | 25º  |
| Nika Fleiss      | Slalom gigante | 1:19.75   | DNS       | DNS     | DNS  |
| Ana Jelušić      | Slalom         | 52.37     | 53.06     | 1:45.43 | 12º  |
| Ana Jelušić      | Slalom gigante | 1:20.62   | DNS       | DNS     | DNS  |
| Sofija Novoselić | Slalom         | 58.17     | 56.74     | 1:54.91 | 39º  |
| Tea Palić        | Slalom gigante | 1:19.95   | 1:16.17   | 2:36.12 | 36º  |

Masculino
| Atleta           | Evento         | Corrida 1 | Corrida 2 | Total   | Pos.             |
| ---------------- | -------------- | --------- | --------- | ------- | ---------------- |
| Ivica Kostelić   | Downhill       |           |           | 1:55.49 | 18º              |
| Ivica Kostelić   | Combinado      | 1:54.20   | 51.05     | 2:45.25 | Medalha de prata |
| Ivica Kostelić   | Slalom         | 48.37     | 51.11     | 1:39.48 | Medalha de prata |
| Ivica Kostelić   | Super-G        |           |           | 1:31.47 | 16º              |
| Ivica Kostelić   | Slalom gigante | 1:18.05   | 1:20.83   | 2:38.88 | 7º               |
| Danko Marinelli  | Slalom         | 52.28     | 55.05     | 1:47.33 | 32º              |
| Danko Marinelli  | Slalom gigante | DSQ       | DSQ       | DSQ     | DSQ              |
| Ivan Ratkić      | Downhill       |           |           | 1:58.58 | 41º              |
| Ivan Ratkić      | Combinado      | DNF       | DNF       | DNF     | DNF              |
| Ivan Ratkić      | Super-G        |           |           | 1:32.67 | 26º              |
| Dalibor Šamšal   | Slalom         | DNF       | DNF       | DNF     | DNF              |
| Dalibor Šamšal   | Slalom gigante | DNF       | DNF       | DNF     | DNF              |
| Natko Zrnčić-Dim | Downhill       |           |           | 1:57.02 | 33º              |
| Natko Zrnčić-Dim | Combinado      | 1:54.87   | 53.99     | 2:48.86 | 20º              |
| Natko Zrnčić-Dim | Slalom         | 50.01     | 51.98     | 1:41.99 | 19º              |
| Natko Zrnčić-Dim | Super-G        |           |           | DNF     | DNF              |
| Natko Zrnčić-Dim | Slalom gigante | 1:21.84   | 1:24.17   | 2:46.01 | 41º              |

### Esqui cross-country
Feminino
| Atleta       | Evento     | Qualificatória | Qualificatória | Quartas-de-final | Quartas-de-final | Semifinal   | Semifinal   | Final       | Final       |
| Atleta       | Evento     | Tempo          | Pos.           | Tempo            | Pos.             | Tempo       | Pos.        | Tempo       | Pos.        |
| ------------ | ---------- | -------------- | -------------- | ---------------- | ---------------- | ----------- | ----------- | ----------- | ----------- |
| Nina Broznić‎ | Velocidade | 4:15.31        | 52º            | Não avançou      | Não avançou      | Não avançou | Não avançou | Não avançou | Não avançou |

Masculino
| Atleta       | Evento      | Final   | Final |
| Atleta       | Evento      | Tempo   | Pos.  |
| ------------ | ----------- | ------- | ----- |
| Andrej Burić | 15 km livre | 38:51.0 | 75º   |

Legenda
| Recorde mundial      | Recorde mundial (World record)               |                       | Recorde africano                      | Recorde africano (African) |                                           | Q | Classificado por posição (Qualified) |
| Recorde olímpico     | Recorde olímpico (Olympic record)            | Recorde da América    | Recorde da América (Americas)         | q                          | Classificado por melhor tempo (Qualified) |   |                                      |
| Melhor marca do ano  | Melhor marca do ano (World leading)          | Recorde asiático      | Recorde asiático (Asian)              | DNS                        | Não largou (Did not start)                |   |                                      |
| Recorde nacional     | Recorde nacional (National record)           | Recorde europeu       | Recorde europeu (European)            | DNF                        | Não terminou (Did not finish)             |   |                                      |
| Recorde pessoal      | Recorde pessoal do atleta (Personal best)    | Recorde da Oceania    | Recorde da Oceania (Oceania)          | DSQ / DQ                   | Desclassificado (Disqualified)            |   |                                      |
| Recorde da temporada | Recorde da temporada do atleta (Season best) | Recorde sul-americano | Recorde sul-americano (South America) | NM                         | Sem marca (No mark)                       |   |                                      |